# آلدو مییلی

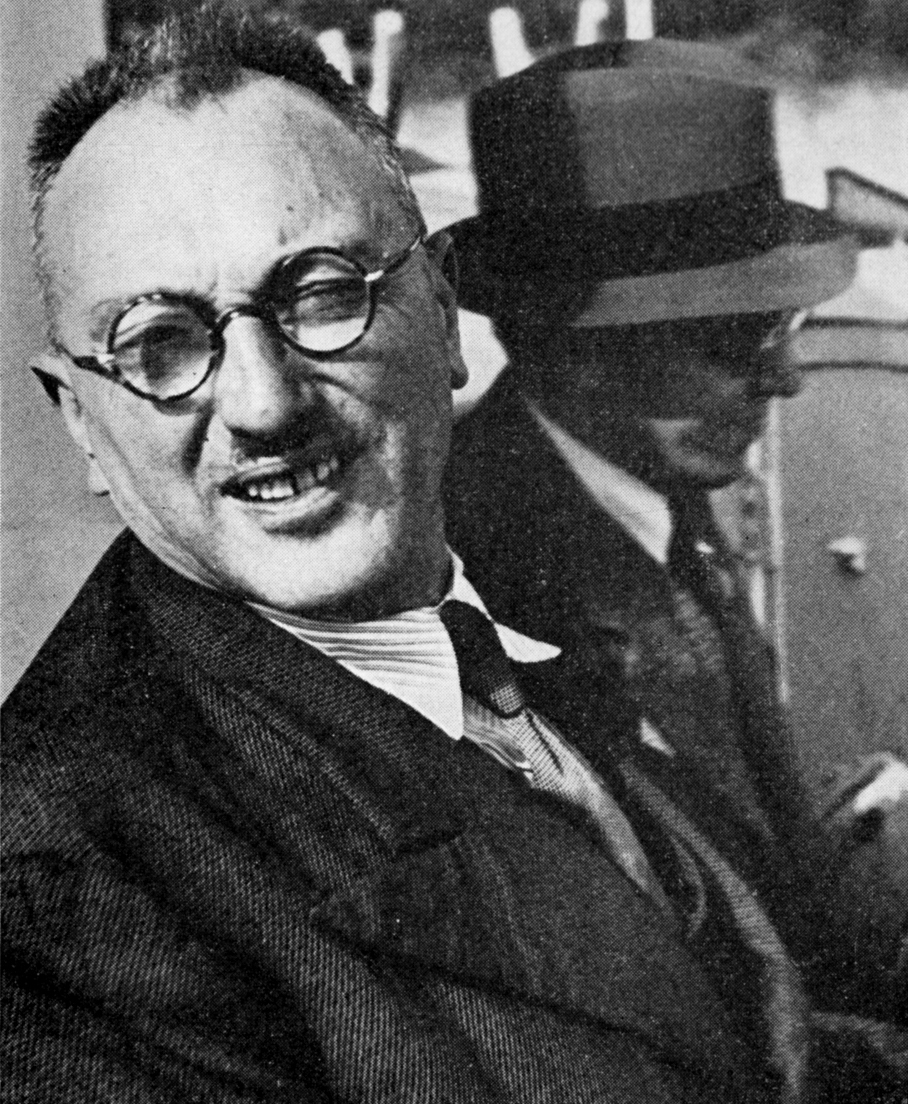
Portrait von Aldi Mieli, Jugoslavien 1938پرتره فون آلدی میلی، یوگوسلاوی 1938

آلدو میلی (۴ دسامبر ۱۸۷۹–۱۶ فوریه ۱۹۵۰) مورخ علوم و از پیشگامان حقوق همجنسگرایان بود.

## سنین جوانی و تحصیل
میلی در سال ۱۸۷۹ در لیورنو، ایتالیا در یک خانواده ثروتمند یهودی متولد شد، در چیانسیانو در توسکانی، که خانواده‌اش در سال ۱۸۸۰ به آنجا نقل مکان کردند، بزرگ شد. در سال ۱۹۰۴ مدرک شیمی گرفت و به دنبال آن شش ماه در دانشگاه لایپزیگ تحصیل کرد و در سخنرانی‌های شیمیدان ویلهلم استوالد شرکت کرد. حرفه شیمی او ادامه یافت و در سال ۱۹۰۸ به دانشگاه ساپینزا رم رفت تا با امانوئل پاترنو کار کند. او متعاقباً مدرس شیمی در آن دانشگاه شد.

## سوسیالیسم
میلی یکی از اعضای حزب سوسیالیست بود که منجر به انتخاب وی به عنوان عضو شورای شهر در چیانچیانو در سال ۱۹۰۱ شد. او در سال ۱۹۰۳ آنجا را ترک کرد. میلی در زندگی‌نامه خود ادعا کرد که جنبش سوسیالیست را به دلیل عدم صداقت و آرمان‌گرایی در جنبش ترک کرده‌است. با این حال، سوابق پلیس نشان می‌دهد که همجنس‌گرایی میلی، که از آن به عنوان «بی‌اخلاقی آشکار» یاد می‌شود، در منطقه به خوبی شناخته شده بود، که به شدت مانع از فعالیت سیاسی او می‌شد.
پلیس مخفی در سال ۱۹۲۹، تنها چند ماه پس از نقل مکان او به فرانسه، به آپارتمان او در رم یورش برد. دوست میلی، جینو چیاپینی، یک تایپوگراف، و دوستش آنجلو پیسانی در آن زمان در آنجا زندگی می‌کردند. در سال ۱۹۳۰، سوابق پلیس او را به عنوان یک «سوسیالیست خطرناک» معرفی می‌کرد.

## تاریخ علم
میلی یکی از پایه‌گذاران رشته تاریخ علم به‌شمار می‌رود. زمانی آغاز شد که یک مدرس شیمی در رم بود و بر اساس علاقه به تحصیل در آلمان برانگیخته شد. در سال ۱۹۱۲، او ستونی را در مجله Rivista di filosofia برای تاریخ علم تأسیس کرد و به‌طور خلاصه آن را حفظ کرد. او کتابشناسی ایتالیایی را برای مجله جدید آن زمان Isis ویرایش کرد و در سال ۱۹۱۶ جزوه ای منتشر کرد که در آن خواستار ایجاد کرسی تاریخ علم در دانشگاه‌های ایتالیا شد. او همچنین چندین کتاب دربارهٔ موضوعات تاریخ علم نوشت و مجموعه‌ای از متون کلاسیک در علم و فلسفه را برای لاترزا، ناشر ایتالیایی، ویرایش کرد.
او بین سال‌های ۱۹۱۹ تا ۱۹۲۸ در دانشگاه رم و در سال ۱۹۲۶ در دانشگاه پروجا به تدریس تاریخ علم پرداخت. او در سال ۱۹۲۵ به عضویت Deutsche Akademie der Naturforscher Leopoldina انتخاب شد.
او در سال ۱۹۱۹ مجله Archeion را تأسیس کرد (که بعداً به "Archives internationales d'histoire des Sciences" تغییر نام داد و هنوز منتشر می‌شود) که تا سه سال قبل از مرگش به ویرایش آن ادامه داد. بسیاری از سازمان‌ها، از جمله یونسکو، بودجه‌ای برای مجله فراهم کردند که او نیز از منابع مالی خود کمک مالی می‌کرد.
در سال ۱۹۲۸ به پاریس نقل مکان کرد. در آنجا، میلی یکی از تأسیسات و به عنوان دبیر دائمی کمیته بین‌المللی تاریخ علوم (کمیته بین‌المللی تاریخ علم) بود که در اولین کنگره بین‌المللی تاریخ علم به آکادمی بین‌المللی تاریخ علم تغییر نام داد. Science، در پاریس در مه ۱۹۲۹ برگزار شد. در آن جلسه، Archeion مجله رسمی آکادمی شد.
در همان سال، میلی برای ایجاد و مدیریت واحدی برای تاریخ علم در مرکز بین‌المللی سنتز که در سال ۱۹۲۵ توسط هانری بر ایجاد شده بود، دعوت شد. این واحد به‌طور رسمی در ۲۲ ژانویه ۱۹۳۰ افتتاح شد. او در آنجا کار کرد و تا سال ۱۹۳۹ با هلن متزگر همکاری کرد، زمانی که به آرژانتین نقل مکان کرد. او هنگام ورود به آرژانتین بسیار بیمار بود و چندین ماه را در بیمارستان گذراند.
او از سال ۱۹۴۰ تا ۱۹۴۳ در دانشگاه ملی دل لیتورال در سانتافه کار کرد و در آنجا مؤسسه ای برای تاریخ و فلسفه علم تأسیس کرد و به ویرایش Archeion ادامه داد. پس از کودتای ۱۹۴۳ آرژانتین و مداخله دولت جدید در دانشگاه، قرارداد کاری او لغو شد و او به فلوریدا، نزدیک بوئنوس آیرس بازنشسته شد.
او با وضعیت نامناسب سلامتی و بدون حمایت مالی دانشگاه، سردبیری Archeion را که متعاقباً با عنوان Archives internationales d'histoire des Sciences راه اندازی شد، متوقف شد. او شروع به نوشتن Panorama general de historia de laciencia کرد، بررسی تاریخ علم، که قرار بود مجموعه ای هشت جلدی باشد. او دو جلد اول را تکمیل و منتشر کرد و تا زمان مرگش برهان سوم، چهارم و پنجم را داشت.

## درک جنسیت
در سال ۱۹۲۱، میلی «Società italiana per lo studio delle questioni sessuali» (جامعه ایتالیایی برای مطالعه مسائل جنسی) را تأسیس کرد، سازمانی برای بحث در مورد مسائل جنسی و جنسیت. او همچنین مجله Rassegna di Studi Sessuali (بررسی مطالعات جنسی) را تأسیس کرد. این مجله طیف وسیعی از موضوعات را در مورد جنسیت و تمایلات جنسی منتشر کرد، به ویژه از جمله آثار مگنوس هیرشفلد. هیرشفیلد و میلی هر دو عضو کمیته سازماندهی اولین کنگره جنسیت‌شناسی در برلین بودند که در اوایل همان سال در سال ۱۹۲۱ برگزار شد.
این فعالیت‌ها بخشی از استراتژی او برای تشویق بحث عمومی در مورد مسائل جنسی با دیدگاه تغییر سیاست‌های دولت در مورد مسائل جنسی بود. او همجنس‌گرایی را یک واقعیت کاملاً طبیعی می‌دانست، نه چیزی برای درمان که باید با درجه بالایی از عینیت تجزیه و تحلیل شود، که بنادوسی به آن اشاره می‌کند «تازه ای مطلق» بود.

## آثار
میلی به‌طور گسترده در مجلات گسترده‌ای منتشر کرد و چندین کتاب نوشت. انتشارات منتخب عبارتند از:
آلدو میلی، جی. بارجلینی، تأثیری که نمک در غلظت‌های مختلف بر سرعت تغییر رنگ محلول‌های آبی مواد آلی تحت تأثیر نور اعمال می‌کند، رم، ۱۹۰۶
آلدو میلی، علم یونانی: پیش ارسطویی‌ها. I (مکتب ایونی. مکتب فیثاغورث. مکتب الین، هراکیتوس)، Libreria della Voce، فلورانس، ۱۹۱۵.
آلدو میلی، تاریخ علم در ایتالیا، فلورانس، ۱۹۱۶، رم، ۱۹۲۶،
آلدو میلی، برای کرسی در تاریخ علم فلورانس، ۱۹۱۶
Aldo Mieli, Il libro dell'amore Florence, 1916. ماریا لوئیزا ریگینی بونلی آن را به عنوان اثری توصیف کرد که او «وصیت معنوی خود را در نظر گرفت».
Aldo Mieli, Lavoisier, A. F. Formiggini، جنوا ۱۹۱۶، چاپ دوم رم ۱۹۲۶.
آلدو میلی، آثار و نوشته‌های آلدو میلی (۱۹۰۶–۱۹۱۶)، Libreria della Voce، فلورانس، ۱۹۱۷.
آلدو میلی، کتابچه راهنمای تاریخ علم: Antichità storia, antologia, bibliografia، رم، ۱۹۲۵، به زبان فرانسوی با عنوان Histoire des Sciences منتشر شده‌است. عتیقه، پاریس، ۱۹۳۵
آلدو میلی، تاریخ علم در ایتالیا: پیش‌درآمد دوره ای در تاریخ علم، Casa Edit. تایپ کنید لئوناردو داوینچی، رم ۱۹۲۶.
آلدو میلی، آسیب‌شناسی جنسی، در: بررسی مطالعات جنسی، اول ۱۹۲۱، ص. ۸۱–۹۴.
Erotes: (دوست دارد): لوسیو یا الاغ (ترجمه لوئیجی ستمبرینی، پیشگفتار و یادداشت‌های A. Mieli Casa Edit. Tip. Leonardo da Vinci, Rome, 1925.
آلدو میلی، عشق همجنسگرا، تینتو، رم s.d. (حدود ۱۹۲۵).
آلدو میلی، برای مبارزه با بزهکاری مرتبط با تظاهرات جنسی، در: «مروری بر مطالعات جنسی»، VI 1926، صص. ۲۵۶–۲۶۱.
آلدو میلی، الساندرو ولتا، فرمیجینی، رم ۱۹۲۷.
آلدو میلی، روبرتو آساجولی، نیکولا پنده، سه درس در جنسیت‌شناسی، تینتو، رم ۱۹۳۱.
Aldo Mieli, La Science arabe et son role dans l'evolution scientifique در سراسر جهان، همکار Aldo Mieli. اضافات Avec quelques de Henri-Paul-Joseph Renaud, Max Meyerhof, Julius Ruska, E. J. Brill, Leiden, 1938.
Aldo Mieli, El desarollo histórico de la historia de laciencia y la función actual de los iusstitutos de history de laciencia، سانتافه، ۱۹۳۹.
آلدو میلی، خلاصه یک دوره تاریخ علم در صد و بیست شماره، سانتافه، ۱۹۴۳.
Aldo Mieli, Digressions autobiographiques, sous forme de preface à un panorama général d'Histoire des Sciences, in: "Archives internationales d'histoire des Sciences", XXVII 1948, pp. 494–505.